# Disco Party
A Disco Party könnyűzenei nagylemez, melyen magyar zenészek előadásában hallhatók az akkori legnagyobb angol nyelvű diszkósikerek. A lemez 1979 decemberében jelent meg, rövid időn belül aranylemez lett.
Az albumon szereplő dalokat Kovács Kati, a Neoton Família, valamint a Kati és a Kerek Perec együttes adja elő. A lemezt később számtalan olyan album követte, melyeken hasonlóan hazai előadók tolmácsolnak világslágereket eredeti nyelven.
A One Way Ticket és a Baby Make Love c. dalok kislemezen magyar nyelven is megjelentek, Kovács Kati és a Neoton Família előadásában, 1980-ban.
2011 decemberében a kiadó Hungaroton letölthető változatban tette elérhetővé az albumot.

## Dallista
A oldal
1. Hot Stuff (Kovács Kati) (eredeti: Donna Summer)
2. Does Your Mother Know (Neoton Família) (eredeti: ABBA)
3. Daddy Cool (Neoton Família) (eredeti: Boney M.)
4. Bend Me, Shape Me (Kovács Kati) (eredeti: Gilla & Boney M.)
5. MacArthur Park (Kovács Kati) (eredeti: Donna Summer)

B oldal
1. Night Fever (Neoton Família) (eredeti: Bee Gees)
2. The Name of The Game (Neoton Família) (eredeti: ABBA)
3. One Way Ticket (Kovács Kati) (eredeti: Eruption)
4. Fernando (Kati és a Kerek Perec) (eredeti: ABBA)
5. Baby Make Love (Kovács Kati) (eredeti: La Bionda)

## További diszkóválogatások
- 1982 Top 12 (Neoton, Kovács Kati, Szűcs Judit, Szánti Judit)
- 1983 Super Hits (Neoton, Kovács Kati, Szánti Judit)
- 1983 Top Hits '83 (Neoton)
- 1984 Super Hits ’84 (Neoton)
- 1985 Super Hits ’85 (Neoton)
- 1986 International Super Hits (Szűcs Judit, Varga Miklós, Pataky Attila, Szánti Judit, Berki Tamás, Dobi Sándor, Szatai Gábor)
- 1987 Super Hits Special (Kovács Kati, Szánti Judit, Kiss Gabi, Takáts Tamás, D. Nagy Lajos, Turi Lajos, Marcellina, Dobi Sándor)
- 1988 Super Hits Extrahot (Kovács Kati, Szánti Judit, Turi Lajos, Zwolenszky Ferenc, Varga Miklós)
- 1989 Dirty Dancing (Kovács Kati, Neoton)
- 1989 Supra Hits! Fantastic! (különféle zenészek és énekesek)
- 1990 Supra Hits! Sensation! (Lippényi, Koch és különféle énekesek)
- 1990 Szigma Hits (ismeretlen)